# Patrick Chamunda

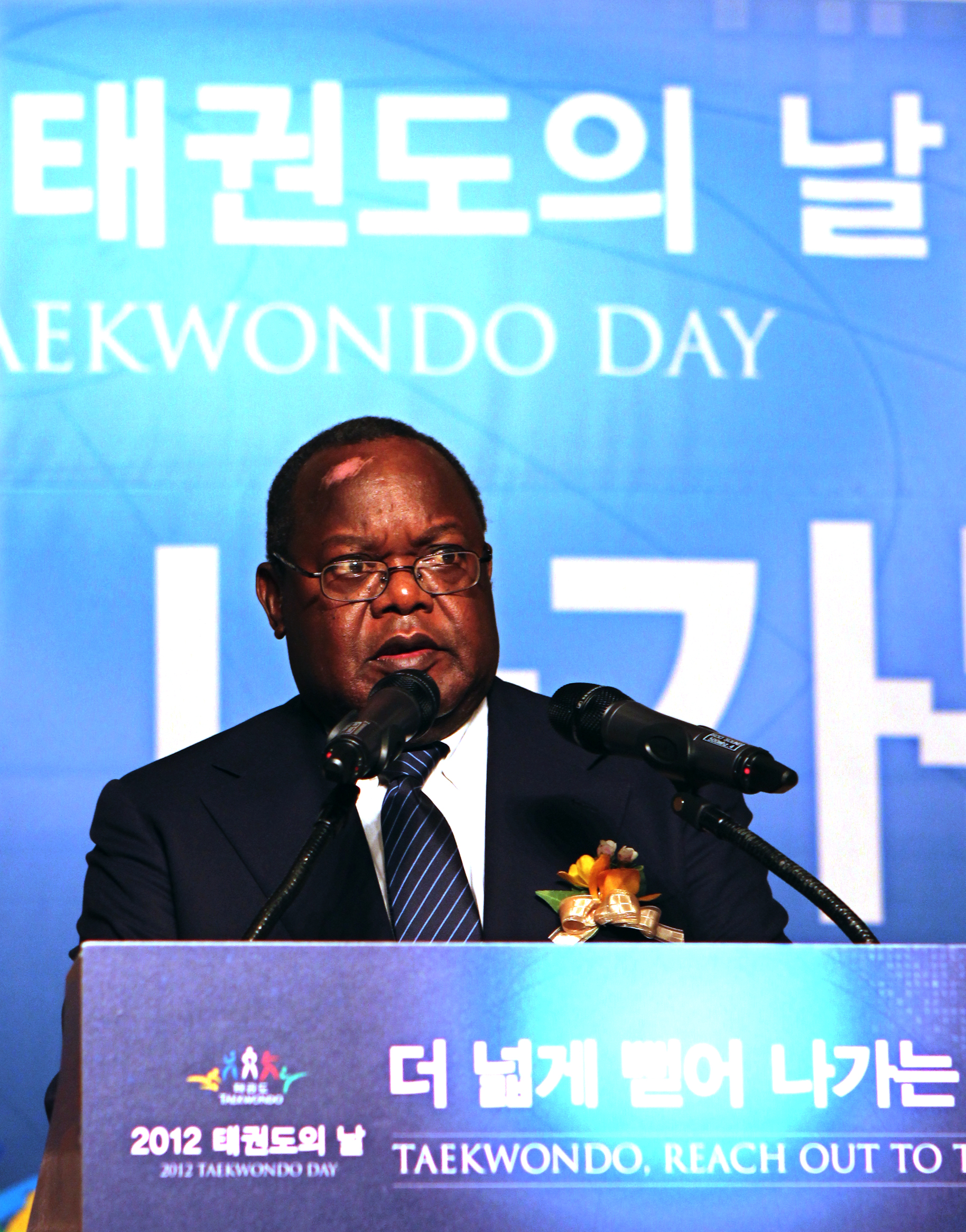
Patrick S. Chamunda (2012)

Patrick S. Chamunda (* 22. Juli 1945; † 14. August 2022 in Lusaka) war ein sambischer Manager und Sportfunktionär.

## Ausbildung und Berufsleben
Patrick Chamunda ging nach seinem Schulbesuch an die Universität von Sambia in der Hauptstadt Lusaka. Er studierte öffentliche Verwaltung und Politikwissenschaft und schloss 1969 mit dem Grad Bachelor of Arts ab. 1972 besuchte er die London Business School.
Für verschiedene Unternehmen und Banken war Chamunda in der Folgezeit in verantwortlicher Position als Manager oder Direktor tätig, so z. B. als Vorstandsvorsitzender der Zambia Railways von 1995 bis 1998.

## Beziehung zum Sport
Patrick Chamunda arbeitete ab den späten 1970er Jahren in verschiedenen Funktionen für sambische und internationale Sportverbände. Für das sambische NOK war er als Schatzmeister (1977 bis 1981), Vizepräsident (1981 bis 1992) und Präsident (seit 1992) tätig. Er war Delegationsleiter der sambischen Olympiamannschaften von 1984 und 1988. Von 1985 bis 1990 war er Vizepräsident des sambischen Golf-Verbandes.

## Tätigkeiten innerhalb des IOC
Chamunda war von 2002 bis 2015 Mitglied des IOC. Seit 2016 ist er Ehrenmitglied. Beim IOC war er in verschiedenen Kommissionen tätig. Von 2002 bis 2015 war er Mitglied der Kommission Sport für alle, von 2006 bis 2014 der Kommission Finanzen und von 2013 bis 2016 der Kommission Rechnungsprüfung.